# Једоарце
Једоарце (мкд. Једоарце) је насеље у Северној Македонији, у северозападном делу државе. Једоарце припада општини Тетово.

## Географија
Насеље Једоарце је смештено у северозападном делу Северне Македоније. Од најближег већег града, Тетова, насеље је удаљено 8 km северно.
Једоарце се налази у доњем делу историјске области Полог. Насеље је положено на брдима изнад Полошког поља. Источно од насеља пружа се тло спушта у поље, а западно се издиже главно било Шар-планине. Надморска висина насеља је приближно 670 метара.
Клима у насељу је планинска због знатне надморске висине.

## Становништво
Једоарце је према последњем попису из 2002. године имало 5 становника.
Претежно становништво у насељу су етнички Македонци (100%).
Већинска вероисповест је православље.